# Euploea seposita
Euploea seposita är en fjärilsart som beskrevs av Gustaaf Hulstaert 1931. Euploea seposita ingår i släktet Euploea och familjen praktfjärilar. Inga underarter finns listade i Catalogue of Life.